# Ione Belarra
Ione Belarra Urteaga (Pamplona, 25 settembre 1987) è una politica e psicologa spagnola, segretaria generale di Podemos, deputata  dal gennaio del 2016 ed ex ministra per i diritti sociali e l'Agenda 2030 del governo della Spagna.

## Biografia
È un tecnico superiore di integrazione sociale, laureata in psicologia, con un master in psicologia dell'educazione e un secondo anno di dottorato in educazione, sviluppo e apprendimento. Ha lavorato per la Croce Rossa, alla Commissione Spagnola per l'Aiuto ai Rifugiati, al Ministero dell'Istruzione, Cultura e Sport e all'Università Autonoma di Madrid.
È nata e vissuta a Pamplona fino a quando ha iniziato i suoi studi in psicologia. Da allora si occupa di ricerca su temi legati all'istruzione, alle esperienze migratorie e ai diritti umani. In questi anni è stata attivista e volontaria in diverse organizzazioni come SOS Racismo, la Croce Rossa spagnola e in piattaforme e campagne per la chiusura dei Centri di internamento per stranieri (CIE) nonché in varie mobilitazioni in difesa dei diritti umani delle persone in situazioni di particolare vulnerabilità.
Nel novembre 2014 ha aderito al Consejo Ciudadano Estatal di Podemos, dopo aver votato alle primarie. È stata nominata responsabile dell'area dei Diritti umani, cittadinanza e diversità. 
Ha ricoperto la prima posizione per il distretto elettorale di Navarra per Podemos per le elezioni generali del 20 dicembre 2015 ed ha vinto un seggio al Congresso dei Deputati, nominata membro supplente della delegazione permanente e membro supplente della Delegazione spagnola all'Assemblea dell'Unione Interparlamentare (IPU).
Nelle elezioni generali del 2016 è tornata in testa alla lista di Podemos in Navarra ed è stata rieletta al Congresso dei Deputati.
Il 12 febbraio 2017 è stata nuovamente eletta alle primarie come consigliere cittadino statale di Podemos. Il 18 febbraio 2017 è stata nominata vice portavoce del gruppo confederale Unidos Podemos-EP-EM al Congresso dei Deputati; appartiene al gruppo di tecnici ed esperti che compongono la "prova generale del futuro governo "o" governo ombra" di Podemos.
Dopo l'inizio del governo di coalizione tra il PSOE e Podemos, Ione Belarra è stata nominata Segretario di Stato per l'Agenda 2030. È entrata in carica il 22 gennaio 2020. Nel marzo del 2021 diventa ministra.
Dopo la quarta assemblea congressuale di Podemos (Vistalegre IV), il 13 giugno viene eletta segretaria generale del partito, succedendo a Pablo Iglesias.